# Charles John Brown
Charles John Brown, comumente conhecido como Charles J. Brown (Nova York, 13 de outubro de 1959) é um arcebispo católico romano e diplomata da Santa Sé.

## Biografia
Charles Brown estudou inicialmente na Universidade de Notre Dame em Notre Dame, Indiana, onde recebeu o título de Bacharel em História. Ele então obteve um mestrado em Estudos Medievais pela Universidade de Oxford, um mestrado em Teologia Católica pelo Seminário São José em Yonkers, Nova York, e uma licenciatura em Teologia Católica pelo Pontifício Ateneu Sant'Anselmo em Roma, onde ele também recebeu seu doutorado em teologia sacramental. Em 13 de maio de 1989, recebeu o sacramento da ordenação para a Arquidiocese de Nova York na Catedral de São Patrício, em Nova York. Ele então serviu como capelão na paróquia de St. Brendan, no Bronx de Nova York, até 1991.
Em 1994 entrou ao serviço da Cúria Romana e tornou-se funcionário da Congregação para a Doutrina da Fé. Em 6 de maio de 2000, o Papa João Paulo II concedeu-lhe o título honorário de Capelão de Sua Santidade (Monsenhor). Em setembro de 2009, o Cardeal William Joseph Levada nomeou-o secretário adjunto da Comissão Teológica Internacional.
Papa Bento XVI nomeou-o Arcebispo Titular de Aquileia e Núncio Apostólico na Irlanda em 26 de novembro de 2011. Foi ordenado bispo por Bento XVI. no dia 6 de janeiro de 2012 na Basílica de São Pedro; Os co-consagradores foram o Cardeal Secretário de Estado Tarcisio Bertone SDB e o Cardeal Curial William Joseph Levada.
Em 2013 foi nomeado Grande Comandante da Ordem Equestre do Santo Sepulcro em Jerusalém pelo Cardeal Grão-Mestre Edwin Frederick O'Brien e investido em 18 de maio de 2013 pelo Cardeal Seán Brady, Grão Prior da Ordem na Irlanda.
O Papa Francisco nomeou-o Núncio Apostólico na Albânia em 9 de março de 2017. Em 28 de setembro de 2020, Brown foi nomeado Núncio Apostólico nas Filipinas.